# Aniseia heterophylla
Aniseia heterophylla là một loài thực vật có hoa trong họ Bìm bìm. Loài này được (Ortega) Meisn. mô tả khoa học đầu tiên năm 1869.